# Rio Sargento
 (juillet 2014).
Si vous disposez d'ouvrages ou d'articles de référence ou si vous connaissez des sites web de qualité traitant du thème abordé ici, merci de compléter l'article en donnant les références utiles à sa vérifiabilité et en les liant à la section « Notes et références ».
 (juillet 2014).
Le rio Sargento est une rivière brésilienne de l'ouest de l'État de Santa Catarina, et fait partie du bassin hydrographique du río Uruguay et se jette dans le rio das Antas.

## Géographie
Il naît dans la serra do Capanema, sur le territoire de la municipalité de Campo Erê.